# Tom Hateley
Tom Nathan Hateley (Monte Carlo, 12 settembre 1989) è un ex calciatore inglese, di ruolo difensore o centrocampista.

## Biografia
È figlio di Mark e nipote di Tony.

## Carriera
Durante la sua carriera ha giocato con vari club, tra cui il Motherwell, in cui si è trasferito il 13 agosto 2009.

## Palmarès

### Club

#### Competizioni nazionali
- Campionato polacco: 1

Piast Gliwice: 2018-2019